# Eutettix rugosus
Eutettix rugosus är en insektsart som beskrevs av Hepner 1942. Eutettix rugosus ingår i släktet Eutettix och familjen dvärgstritar. Inga underarter finns listade i Catalogue of Life.